# TV Tokyo

Das Senderlogo von TV Tokyo

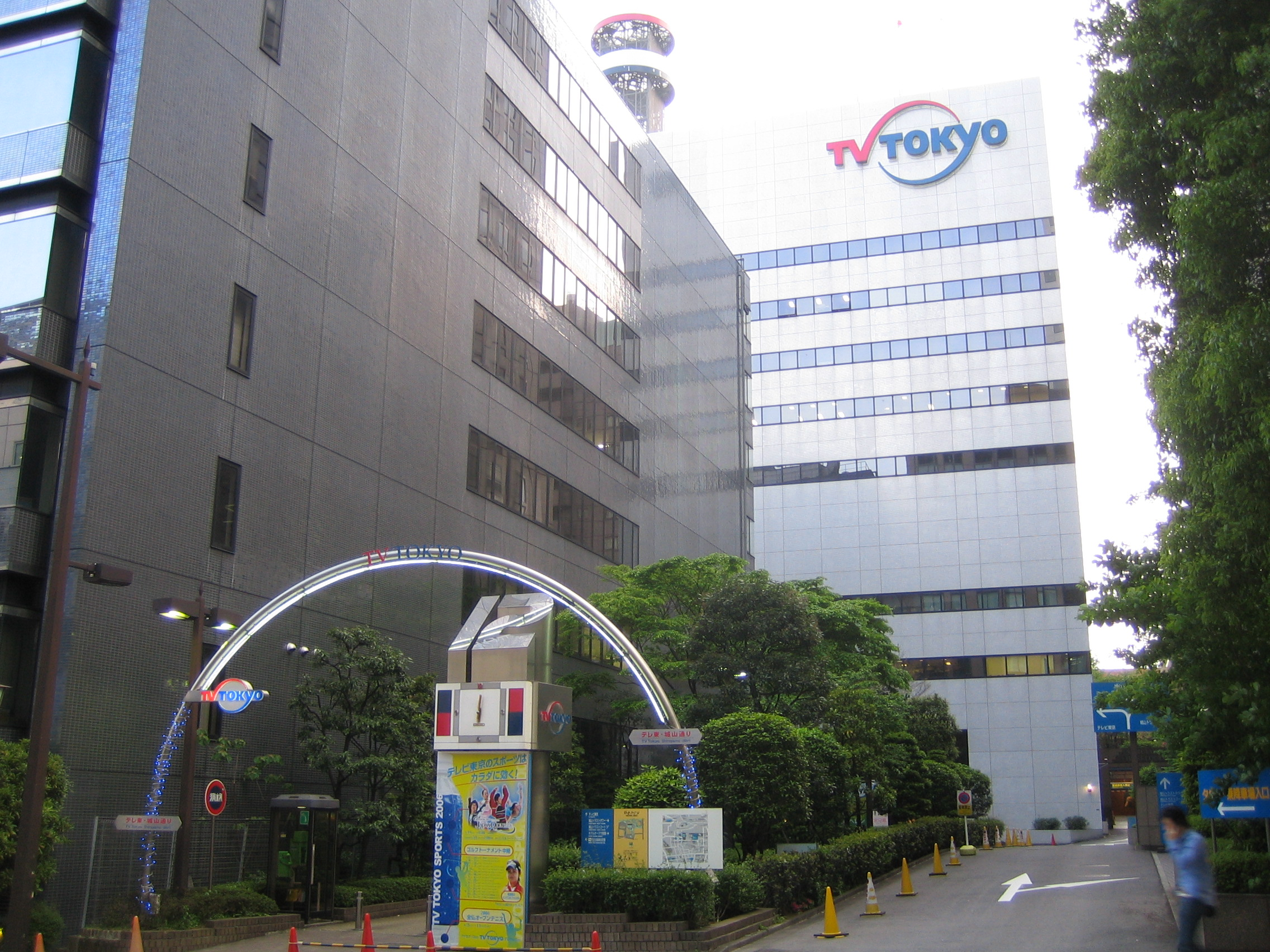
Hauptsitz von TV Tokyo

Die TV Tokyo (oder TX) (japanisch 株式会社テレビ東京 Kabushiki kaisha Terebi Tōkyō, englisch TV TOKYO Corporation) ist ein Fernsehsender, dessen Sendungen in Minato, Tokio, Japan produziert werden. Es ist zudem der Leitsender des Fernsehnetworks TXN.
TV Tokyo ist für seine Anime-Serien bekannt. TV TOKYO Broadband Entertainment, Inc. bietet herunterladbare Sendungen an.

## Geschichte
Am 12. April 1964 wurde die Fernsehstation durch die Japan Science Promotion Foundation gegründet und hieß damals noch Tōkyō 12 Channel. Am 1. Juli 1968 wurde die K.K. Tōkyō 12 Channel Production (株式会社東京12チャンネルプロダクション Kabushiki-gaisha Tōkyō 12 Channeru Purodakushon, englisch Tokyo Channel 12 Production, Ltd.) gegründet. Im Oktober wurde die Firma umbenannt in K.K. Tōkyō 12 Channel (株式会社東京12チャンネル Kabushiki-gaisha Tōkyō 12 Channeru, englisch Tokyo Channel 12, Ltd.) und übernahm den Fernsehbetrieb der Foundation. Den heutigen japanischen Namen erhielt das Unternehmen am 1. Oktober 1981.
Im Dezember 1985 zog das Hauptbüro von Shibakoen nach Toranomon. Am 12. Dezember 1999 öffnete das zweite Studio auf Tennozu Isle. Am 25. Juni 2003 wurde der englische Name in TV TOKYO Corporation umbenannt. Im Jahr 2004 feierte TV Tokyo sein vierzigjähriges Bestehen.
Am 1. Oktober 2010 erfolgte die Einführung eines Holdingsystems mit der Gründung der K.K. TV Tōkyō Holdings (株式会社テレビ東京ホールディングス, Kabushiki-gaisha Terebi Tōkyō Hōrudingusu), deren 100%ige Tochtergesellschaft TV Tokyo wurde. Die fünf größten Aktionäre sind zu 31,46 % der Zeitungsverlag Nihon Keizai Shimbun, zu 6,09 % der Golfkurs- und Restaurantbetreiber Shin Nihon Kankō, zu 4,77 % TV Tokyo, zu 3,60 % der Versicherer Nihon Seimei Hoken und zu 3,48 % der Mischkonzern Mitsui Bussan.

## TXN

Sendegebiet des Networks

Im Jahr 1983 gründete TV Tokyo zusammen mit TV Ōsaka und TV Aichi ein Network, genannt Mega TON (von Megalopolis Tokyo-Osaka Network), wobei TV Tokyo als Leitsender fungierte. Später folgte die Umbenennung in TXN für TX Network. Bis heute ist das Network auf 6 Sender angewachsen, die folgende Regionen abdecken:
| Sender          | Betriebsaufnahme | Sendegebiet                    |
| --------------- | ---------------- | ------------------------------ |
| TV Hokkaidō     | 1. Okt. 1989     | Hokkaidō                       |
| TV Tokyo        | 12. Apr. 1964    | Kantō-Region                   |
| TV Aichi        | 1. Sep. 1983     | Präfektur Aichi                |
| TV Osaka        | 1. März 1982     | Präfektur Osaka                |
| TV Setouchi     | 1. Okt. 1985     | Präfekturen Okayama und Kagawa |
| TVQ Kyūshū Hōsō | 1. Apr. 1991     | Präfektur Fukuoka              |